# Marrubiu
Marrubiu är en ort och kommun i provinsen Oristano i regionen Sardinien i Italien. Kommunen hade 4 819 invånare (2017).